# Heywood Gould
Heywood Gould (n. 19 decembrie 1942, New York City, New York, SUA) este scenarist, jurnalist, romancier și regizor de film american. A scris scenarii pentru filmele Rolling Thunder, Himera (1978), Fort Apache, The Bronx, Streets of Gold, Cocktail și a regizat filmele One Good Cop, Trial by Jury, Mistrial și De cealaltă parte a legii (Double Bang). 
În ciuda unor recenzii copleșitor de negative din partea criticilor și a primirii premiului Zmeura de Aur pentru cel mai prost scenariu, filmul Cocktail (1988, r. Roger Donaldson) a fost un succes uriaș la box-office, cu încasări de peste 170 de milioane de dolari în întreaga lume la un buget de 20 de milioane de dolari.

## Filmografie selectivă

### Scenarist
- 1977 Rolling Thunder
- 1978 Himera (The Boys from Brazil)
- 1981 Fort Apache, the Bronx
- 1986 Streets of Gold
- 1988 Cocktail
- 1991 One Good Cop
- 1994 Verdict sub amenințare (Trial by Jury)
- 1996 Mistrial
- 2001 Double Bang

### Regizor
- 1991 One Good Cop
- 1994 Verdict sub amenințare (Trial by Jury)
- 1996 Mistrial
- 2001 Double Bang